# Alligny-en-Morvan
Alligny-en-Morvan település Franciaországban, Nièvre megyében. Lakosainak száma 603 fő (2022. január 1.). Alligny-en-Morvan Blanot, Champeau-en-Morvan, Saint-Martin-de-la-Mer, Gouloux, Moux-en-Morvan és Saint-Brisson községekkel határos.

## Népesség
A település népességének változása:
| Lakosok száma | 645  | 622  | 620  | 613  | 610  | 607  | 601  | 598  | 603  |
|               | 2013 | 2015 | 2016 | 2017 | 2018 | 2019 | 2020 | 2021 | 2022 |